# Папарига, Роман Русланович
Роман Русланович Папарига (укр. Роман Русланович Папарига; род. 9 июля 1999, Деловое, Закарпатская область) — украинский футболист, нападающий новополоцкого «Нафтана».

## Карьера

### Молодёжная карьера
Начинал заниматься футболом в ДЮСШ в селе Счастливое. Затем попал в структуру клуба «Мункач», где футболист выступал в детско-юношеской футбольной лиге Украины. Также ненадолго отправился в пестряловский «Метеор». В 2017 году отправился в венгерский клуб «Кишварда». В 2018 году вернулся в Украину в раховский клуб «Карпаты», где выступал в чемпионате Закарпатской области. С августа 2019 по март 2020 года футболист выступал за словацкий клуб «Римавска-Собота», вместе с которым принимал участие в одном из нижних дивизионов страны. В 2020 году присоединился к украинскому клубу «Мункач», где выступал в любительском чемпионате Украины.

### «Энергетик-БГУ»
В конце марта 2021 года стал игроком брестского «Руха» и сразу же отправился в аренду в «Энергетик-БГУ». Дебют игрока состоялся в матче Кубка Беларуси 22 июня 2021 года против «Молодечно». Дебютный матч для украинца в Высшей лиге состоялся 26 июня 2021 года против мозырской «Славии», где сам игрок отличился первым забитым голом. Футболист быстро закрепился в основном составе команды. За сезон игрок отличился ещё 2 забитыми голами в ворота «Витебска» и ещё раз в ворота «Славии». По окончании аренды вернулся в «Рух».
В начале марта 2022 года было объявлено, что с украинцем продлили аренду ещё на сезон. Сезон 2022 года начал с матча против «Витебска», где игрок оформил гол и отдал результативную передачу. В матче 20 мая 2022 года против дзержинского «Арсенала» оформил дубль из результативных передач. По ходу чемпионата стал лучшим ассистентом в клубе, а также вторым в чемпионате. По итогу сезона стал серебряным призёром чемпионата. Попал в символическую сборную чемпионата. В декабре 2022 года покинул клуб.

### «Неман» Гродно
В декабре 2022 года по информации источников к игроку проявляли интерес казахстанские клубы. Из белорусских клубов игроком на конец года интересовался гродненский «Неман», а также украинский клуб «Колос». В январе 2023 года появилась информация, что футболист станет игроком гродненского «Немана». Официально присоединился к гродненскому клубу 17 января 2023 года, подписав контракт до конца сезона. Дебютировал за клуб 5 марта 2023 года в матче Кубка Беларуси против «Витебска». В ответном четвертьфинальном матче 12 марта 2023 года победил витебский клуб и вышел в полуфинал Кубка Беларуси. Первый матч в чемпионате сыграл 2 апреля 2023 года против солигорского «Шахтёра». По итогу полуфинальных матчей Кубка Беларуси проиграл борисовскому БАТЭ и выбыл из розыгрыша турнира. Дебютный гол за клуб забил 28 июня 2023 года в матче нового розыгрыша Кубка Беларуси против «Барановичей», реализовав удар с пенальти. В июле 2023 года футболист вместе с клубом отправился на квалификационные матчи Лиги конференций УЕФА. Первый матч в рамках еврокубкового турнира сыграл 13 июля 2023 года против лихтенштейнского клуба «Вадуц». Во втором квалификационном раунде по итогу матчей одержал победу над мальтийским клубом «Бальцан» и вышел в следующий этап. По итогу сезона футболист стал серебряным призёром чемпионата. В декабре 2023 года появилась информация, что футболист не будет продлевать контракт с гродненским клубом.

### «Нафтан»
В январе 2024 года футболист находился в распоряжении новополоцкого «Нафтана». Вскоре футболист на полноценной основе присоединился к новополоцкому клубу. Дебютировал за клуб футболист 16 марта 2024 года в матче против гродненского «Немана», выйдя на поле в стартовом составе. Первым результативным действием за клуб футболист отличился 7 апреля 2024 года в матче против минского «Динамо», отдав голевую передачу. Дебютными забитыми голами за клуб футболист отличился 26 апреля 2024 года в матче против брестского «Динамо», оформив дубль.